# Ndifor Afanwi Franklin
Ndifor Afanwi Franklin, né en novembre 1980 à Bafut (Mezam) et mort le 16 mai 2020, est un pasteur évangélique pentecôtiste et un homme politique camerounais.

## Biographie
Ingénieur informatique de formation, il devient pasteur évangélique au milieu des années 2000 après avoir reçu « un appel de Dieu ». En août 2010, il fonde l'église pentecôtiste Kingship International Ministry dans le quartier Bonabéri, en banlieue de Douala, comprenant notamment une salle de culte de 5000 places. Il crée également des églises dans d'autres villes du pays et possède une chaîne de télévision.
En mai 2018, il lance son parti politique, le Mouvement citoyen national du Cameroun (MCNC), et annonce sa candidature à l'élection présidentielle camerounaise d'octobre, se présentant comme un « envoyé de Dieu » et prétendant vouloir mettre fin à la corruption. Il ne recueille que 23 687 voix (0,67 % des suffrages).
Il meurt le 16 mai 2020 des suites du covid-19 à l’âge de 39 ans.

## Voire aussi

### Articles Connexes
Mamouda Ali Lariski